# الگوریتم محلی
الگوریتم محلی به الگوریتم توزیع شده‌ای می‌گویند که در زمان ثابت مستقل از اندازهٔ شبکه اجرا می‌شود.